# Simone Martini
Simone Martini ili Simone di Martino, talijanski slikar (Siena, oko 1248. – Avignon, kolovoz 1344.). Uz svog učitelja Duccia, utemeljitelj sienske slikarske škole.
Simone Martini nastavlja Ducciovu poetiziranu idealizaciju i produhovljenost religioznog izraza, koji su postali glavno obilježja sienske slikarske škole. Oslobodivši se bizantske likovne tradicije, slikao je svijetlim rafiniranim bojama kasnogotičkog stila biblijske scene (Maestà, 1315.) i svjetovne kompozicije (kao Konjanički portret kondotjera Guidoriccia da Fogliana, 1328.). Obje slike se nalaze u gradskoj vijećnici Siene (Palazzo Pubblico), mjesto iz kojega se vlada gradom i iz kojega potječu sve odluke vezane uz gradsku upravu. Gospa ovdje, kao kraljica grada, bi trebala da utječe na sastanke vijeća, tako što će ih nadahnuti da donose mudre odluke. Na zidu nasuprot Maeste je freska u čast proslave pobjede sienskih i firentinskih trupa nad Castrucciom Castracanijem iz Lucce, iz 1328. godine.  Prikaz je sažet na trenutak kada je Guidoricio da Fogliani, koji je bio zapovjednik sienskih trupa, osvojio prvu utvrdu, te jaše prema drugoj, no nema prikaza njegove vojske. Freska je zapravo simbol gradske moći. Ovakvi prikazi događaja iz gradske povijesti, od kraja 13. st. postaju vrlo brojni.
U donjoj crkvi sv. Franje u Assisiju izveo je ciklus fresaka u kapeli sv. Martina (Život sv. Martina, 1322.–'26).
Zajedno s Lippom Memmijem naslikao je Blagovijest (1333.), uklopljeno u bogato izrezbaren i pozlaćen gotički oltar, koje se drži za remek-djelo idealističke škole sienskog trecenta. 
Na poziv pape 1338. godine došao u Avignon gdje je prijateljevao s Petrarcom (ilustrirao njegov Virgilijev kodeks). U radovima iz toga razdoblja zamjetan je dramatski naglasak koji znatno odudara od njegovih prijašnjih djela nastalih u Italiji. Iz tog su razdoblja sačuvana djela izrazito dramatičnog akcenta kao Pietà i poliptih Stefaneschi.
Utjecao je na razvitak internacionalnog gotičkog stila (poglavito na ranorenesansne francuske i flamanske iluminatore).
- Maestà,  1315., Palazzo Pubblico, Siena
- Konjanički portret kondotjera Guidoriccia da Fogliana, 1328., freska, 340 × 968 cm, Palazzo Pubblico, Siena
- Poliptih svete Katarine Aleksandrijske, Pisa, 1319.
- Gospa s Djetetom i svecima, Boston, oko 1321.-'25.
- Naslovnica Petrerkinog Virgilija iz oko 1336., iluminirani rukopis, 29,5 x 20 cm, Biblioteca Ambrosiana, Milano

## Vanjske poveznice
- Simone Martini u Panopticon virtualnoj galeriji umjetnosti  Arhivirana inačica izvorne stranice od 16. travnja 2008. (Wayback Machine)